# BC Souffelweyersheim
El Basket Club Souffelweyersheim fue un equipo de baloncesto francés con sede en la ciudad de Souffelweyersheim, que compite en la Pro B, la segunda competición de su país. Disputaba sus partidos en La Rotonde en Estrasburgo, con capacidad para 1.500 espectadores. En 2021 se fusionó con el BC Gries-Oberhoffen, y otros tres clubes alsacianos, el BC Nord Alsace (que agrupa las localidades de Haguenau, Reichshoffen y Niederbronn-les-Bains), Weyersheim BB y Walbourg-Eschbach Basket, dando lugar al Alliance Sport Alsace.

## Posiciones en liga
| Temporada | Nivel | Liga      | Pos. | G/P   | PL  | Resultado                |
| --------- | ----- | --------- | ---- | ----- | --- | ------------------------ |
| 2008-09   | 4     | NM2       | 2    | 18-6  |     |                          |
| 2009-10   | 4     | NM2       | 1    | 24-2  |     | Asciende                 |
| 2010-11   | 3     | NM1       | 13   | 16-18 |     |                          |
| 2011-12   | 3     | NM1       | 2    | 26-8  | 0-1 | Semifinalista            |
| 2012-13   | 3     | NM1       | 2    | 25-9  | 2-0 | Asciendecampeón playoffs |
| 2013-14   | 2     | LNB Pro B | 13   | 19-25 |     |                          |
| 2014-15   | 2     | LNB Pro B | 15   | 12-22 |     | Leaders Cup B Finalista  |
| 2015-16   | 2     | LNB Pro B | 17   | 11-23 |     | Descendido               |
| 2016-17   | 3     | NM1       | 3    | 23-11 | 4-4 | Finalista                |
| 2017-18   | 3     | NM1       | 10   | 16-18 |     |                          |
| 2018-19   | 3     | NM1       | 1    | 15-3  |     | Asciende                 |
| 2019-20   | 2     | Pro B     | 8    | 12-11 |     |                          |
| 2020-21   | 2     | Pro B     | 13   | 15-19 |     |                          |

fuente:eurobasket.com

## Palmarés
- Campeón Copa NM2 -  2009
- Campeón Grupo C NM2 -  2010
- Segundo Liga Regular NM1 -  2012
- Semifinales Play-Offs NM1 -  2012
- Campeón Play-Offs NM1 -  2013